# Artemistemplet i Efesos
Artemistemplet i Efesos, som i oldtiden regnedes blandt Verdens syv underværker, blev bygget omkring år 550 f.Kr., men fundamentet er helt tilbage fra 7. århundrede f.Kr.
Templet var bygget til ære for Artemis, den græske gudinde for jagt og natur, men også dyrenes og unge kvinders beskytter, "månegudinden".
Templet lå ved den gamle by Ephesus, som lå tæt på, hvor byen Selcuk i dag ligger, syd for Izmir i Tyrkiet.
Templet blev første gang ødelagt d. 21. juli 356 f.Kr. af en brand startet af Herostratos. Han påsatte branden for at opnå berømmelse uden hensyn til hvilke omkostninger, der ville være ved det. Heraf udtrykket herostratisk berømmelse. Den samme nat blev Alexander den Store født, hvorfor Plutark noterer, at Artemis var for optaget af Alexanders fødsel til at redde sit tempel.
Templet blev ødelagt igen i 262 af goterne. I løbet af de næste århundreder konverterede de fleste af indbyggerne omkring templet til kristendommen, og templets religiøse tiltrækning faldt. Kristne rev templet ned og brugte stenene til at bygge andre bygninger.

## Eksterne links
- Wikimedia Commons har flere filer relateret til Efesos
- Templet omtales i Bibelen: Apostlenes Gerninger: ApG.19,23ff
- Læs mere om Artemistemplet Arkiveret 13. marts 2016 hos  Wayback Machine  (Webside ikke længere tilgængelig)

| Historie | Spire Denne historieartikel er en spire som bør udbygges. Du er velkommen til at hjælpe Wikipedia ved at udvide den. |

37°56′59″N 27°21′50″Ø / 37.94972°N 27.36389°Ø